# Boreout

Pracovníci v kancelářských kójích

Boreout je teorie, kterou pod tímto nově vytvořeným názvem v březnu 2007 představili autoři Philippe Rothlin a Peter R. Werder v knize Diagnóza Boreout – jejím tématem je nespokojenost v práci s následkem nudy. V hromadných sdělovacích prostředcích a internetu se od té doby na toto téma široce diskutuje. Základy teorie jsou studie Dana Malachowskeho, The Gallup Organization a Kelly Services. Jeden z kritiků teorie ji označuje jako „hoax“ (podvod), jehož cílem je představit něco naprosto normálního jako chorobný jev.

## Pozadí problematiky
Při trvalém špatném vytížení je známo, že většinou se požitkářský pocit z práce vytrácí. Může za to přetížení, a to může vést k burnoutu (vyhoření), nevytíženost může být základem a být příčinou k boreoutu (pro příklad: z důvodu nevhodné kariéry nebo nevhodného pracovního prostředí). Ukazatele nevytíženosti jsou podobné jako u přetíženosti – únava, apatie, podrážděnost a frustrace. Můžou vést až ke známkám patologické deprese. Více než jeden z deseti zaměstnanců trpí podle švýcarského obchodního poradce Philippe Rothlina a Peter Werdera na nudu v práci. Ve své knize „Diagnóza Boreout“ konstatují, že celkové hospodářské škody, vzniklé díky tomuto problému v Německu, dosahují více než 250 miliard eur.

## Co je boreout
Takzvaný boreout je popsaný jako protějšek k burnoutu, s následujícím přiřazením: Skládá se z prvků – nevytíženost, nezájem a nuda, a k tomu se připojí ještě „Strategie chování“, která má pomoci působit při práci jako vytížení prací, i když to vůbec není tento případ. Osoby, které mají boreout jsou nespokojeni s jejich postavením v práci, paradoxně prodlužují tento stav nespokojenosti s výše uvedenou strategií. Místo toho, aby svoji situaci analyzovali a podnikli kroky ke zlepšení. Boreout není stejný jako lenost. Kdo má boreout, chce pracovat, hledá výzvu a uznání. Uvnitř pracovní skupiny můžou být členové se syndromem burnout, ale i boreout, protože pokud část skupiny bere veškerou práci pro sebe a jsou přetíženi, cítí se ostatní členové skupiny nevytíženi.

## Základní prvky boreoutu
Nevytíženost: na jedné straně může být pracovník kvantitativně nevytížen – nemá dostatek práce. Na druhé straně může být kvalitativně nevytížen – nemá dostatek vzrušující a náročné práce (například pokud může dělat jenom jednoduché věci). Nevytíženost tak popisuje pocit, že jsou schopni udělat víc, než je po nich požadováno. Nezájem: člověk ztrácí zájem o úkoly a jeho povinnosti. Úkoly a problémy zaměstnavatele jsou mu zcela irelevantní a lhostejné. Nuda: u nudy se jedná o ztrátu chuti a stav bezradnosti, až po zoufalství. Protože člověk neví co dělat, a protože ani není co dělat.

## Boreout – strategie
Zaměstnanci, kteří trpí boreout, nechtějí být v žádném případě odhaleni zaměstnavatelem nebo svými kolegy. Pro dosažení tohoto cíle existují různé strategie, které se používají. Strategie mají za cíl především držet si další práci od těla, získat v práci volný čas pro sebe a neztratit práci.
Příklady boreout strategie:
- Strategie dokumentů: Zaměstnanec sedí před svým počítačem, zírá na obrazovku a plánuje například svou příští dovolenou. Přijde šéf a on prostě změní zobrazení na obrazovce jednoduchým stisknutím klávesnice na pracovní dokument.
- Strategie komprese: V této strategii se pokusí zaměstnanec splnit úkol jemu svěřený co nejrychleji. Je-li hotov, neoznámí to, ale spíše používá získaný volný čas na soukromé věci. Šéf stále myslí, že je zcela zaujat úkolem.
- Strategie hluku: Pokud zaměstnanec cítí, že by měl dát o sobě vědět, otevře e-mail a začne náhodně psát na klávesnici. To dělá hluk a zanechává dojem, že usilovně pracuje.
- Strategie pseudo-závazek: Dojít dřív než ostatní a odejít později než ostatní.
- Strategie plošného válcování: Disponibilní práci rozdělit do co nejmenších kroků, v co největší možné době.
- Strategie kufříková: Pracovní kufřík vzít vždy sebou z práce. Vypadá to na práci a myšlení s firmou.
- Strategie pseudo-burnout: všem říkat jak jsem vystresován.

## Boreout paradox
Kdo má boreout, je nespokojen se svou situací v práci, protože má malý výkon a nedostane se mu žádného uznání. Paradoxně si tento stav v životě udržuje, a protože časem ztrácí svou energii, nedokáže už tuto situaci změnit. S tím souvisí i populární názor, že volný čas v práci „stojí hodně úsilí“.

## Flow-Model
Flow-Model podle Csikszentmihalyi, rozšířen o pojmy burnout a boreout. Na modelu lze vidět spojení mezi stimulací a schopnostmi (Anxiety – stres, Boredom – nuda).

## Rozpoznat unuděné pracovníky
Příznaky umožňují odhalit osoby trpící na boreout. Nadřízení můžou své zaměstnance kontrolovat a analyzovat, jak dlouho a jak často zaměstnanec využívá internet, nebo kolik napsal soukromých e-mailů. Nicméně to zasahuje nejen do soukromého života, ale také poškozuje důvěru, co nezlepšuje pracovní podmínky osobám, které sledujeme kvůli boreoutu. Všímavé pozorování je dovolené a nezbytné ke zjištění, zda je dotyčný zaměstnanec postižený. Je těžké přijít při pracovním pohovoru na to, zda tu boreout je. Zaměstnanec si musí nejprve sám uvědomit, že trpí na boreout. Buď neví, co ho dělá tak nešťastným, anebo si to nechce připustit. Proto by měl nadřízený jako první své zaměstnance o boreoutu informovat, aby se pak mohl v rozhovoru s porozuměním zeptat, zda zaměstnanec má příznaky a zda také používá boreout strategii. Příznaky nebo ukazatele pro detekci boreout jsou:
- osoba je často vidět „žvanit“ v jiných kancelářích
- dělá častěji kuřácké přestávky
- činnost, například při pohovoru nebo workshopu, je malá
- nemá žádný zájem na dalším vzdělávání
- nemá touhu po povýšení
- chybí zájem o zákazníka
- četnost chyb se zvyšuje
- počet dnů pracovní neschopnosti je vysoká
- nejsou žádné zlepšovací návrhy

## Opatření, která pomohou u Boreout
Musí se najít trvalé řešení základní příčiny problému boreout. Snížení alternativních nabídek, například zákaz internetu, nepřináší moc, protože pak se začnou vyvíjet nové strategie pro obcházení těchto zákazů. Jestli zaměstnanec poznal, že trpí na boreout a už nezavírá oči před realitou, je to první krok ke zlepšení. A to zlepšení znamená – změnu. Chcete-li zjistit, jaké cesty vedou ven z boreout, může pomoci analyzovat osoby, které na boreout netrpí, a proč tomu tak je. Nejsou totiž známé žádné „boreout“ mezi pracovně samostatnými a výkonnými jedinci. Protože:
1. dají celé své srdce a duši do své práce, jinak by se nestali nezávislými,
2. špatné svědomí by je trýznilo, pokud by nevyužívali svůj pracovní čas efektivně.

„Podnikavý duch“ vytváří motivaci a zabraňuje nezájmu. Všichni pracovníci, kteří jsou pouze zaměstnanci firmy a necítí se její součástí, jsou potenciálními oběťmi boreoutu. V boji proti tomu můžou podniky rovněž u svých zaměstnanců podporovat podnikatelského ducha, a to:
- náročnými a vhodnými úkoly
- větší odpovědností
- účastí na velkých projektech
- možností spolurozhodování
- finanční účastí

Ale zaměstnavatelům jsou dané hranice pomoci při odstraňování boreoutu. Každý zaměstnanec si musí hlavně pomoct sám, vymanit se z tohoto bludného kruhu. Při tom se požaduje vlastní zodpovědnost zaměstnance, a on to musí i tak vnímat, tím že jedná. Pomoct by mohlo následující:
- pracovat na částečný úvazek (to pomáhá, jen když trpí na kvantitativní nevytížení)
- další odbornou přípravu
- změna místa v rámci společnosti (což musí samozřejmě umožnit zaměstnavatel)
- rekvalifikace
- když už nic víc nepomáhá: změna zaměstnavatele

Jelikož se poslední bod nestane, zaměstnavatel má o jednoho kvalitního zaměstnance, který by mohl podávat mnohem větší výkon, než ho nechá vykonávat, méně. Proto by měly podniky své zaměstnance pozorovat a pomoct jim „vybřednout“ z boreoutu.